# 编辑次数
在维基百科和类似的wiki网站中，编辑次数（英語：edit count）记录了特定编者或特定页面上所有编者所做的编辑数量。此处的“编辑”指对页面内容的单次更改。在维基媒体计划中，有许多工具可以确定和比较编辑次数，从而可用作各种目的，其影响具有两面性。

## 用法

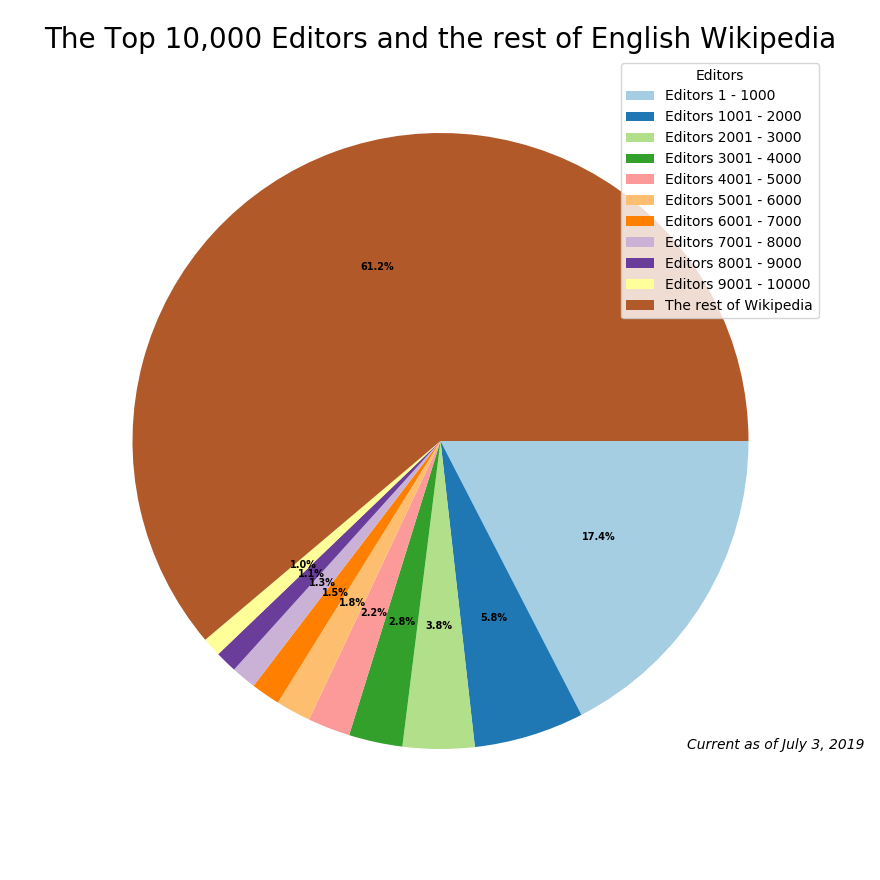
英文维基百科上10,000名最活跃编者的编辑次数与其它编者的编辑次数。其中10,000名最活跃编者以每1,000人的编辑次数划分，其它编者的编辑以棕色显示（截至2019年7月3日）

编辑次数常被用来确定一名编者在维基百科活动的程度，有观点将编辑次数比作“法定货币”（coin of the realm）。维基百科上存在比较编者编辑次数的工具，编辑次数也可让编者在仅社群成员可参与的选举中获得选举权。在社群决定是否授予一名编者延伸权限时，其编辑次数也常被纳入考量。
但有观点指出，这种度量方法无法反映编者贡献的质量，即轻微的改进甚至是破坏行为产生的编辑次数可能与大量扩充和改进内容产生的编辑次数相同。破坏行为同样可以增加特定条目的编辑次数，但这不代表条目的质量得到了提高。特定条目的编辑次数往往反映了总体上对条目的兴趣水平，相对鲜为人知或许多人不熟悉的主题长期维持着较低的编辑次数。
在极端情况下，注重增加编辑次数而不是改进内容质量的编辑者，可能会因投入过多的时间进行编辑而遭受社会后果。曾有人声称一些维基百科管理员进行“飞驰式回退”（drive-by reversing）来提高他们的编辑次数，这种编辑有时进行地非常快，以至于编者根本没有读过他们正在回退的内容。痴迷于编辑次数概念的不健康的状况在维基百科被称为“编辑次数综合征”（editcountitis）。
截至2021年1月中旬，维基百科用户的总编辑次数已达到10亿次，其中第10亿次编辑由编辑次数最多的非机器人编者史蒂文·普鲁特做出，但媒体也注意到曾有几十万条早期编辑在软件升级时丢失。值得注意的是，维基百科中一些编辑次数最高者是由运行自动任务的机器人，而不是人类编者。在人类编者中，一小部分编者的编辑次数占编辑总数的很大一部分。

## 学术研究
2007年的一篇经同行评审的论文是早期关于维基百科的重要学术研究之一，这篇论文也被《卫报》提到。其研究团队由明尼苏达大学的六名研究人员组成，他们测量了编者的编辑计数与编者向维基百科读者传达其作品的能力之间的关系，以“持续单词浏览量 ”（persistent word views，PWV）来衡量，即编者写下的单词被查看的次数。作者将其统计方法描述为“每当一篇条目被查看时，它的每个单词也会被查看。当X编者写下的一个单词被查看时，他或她将获得一个PWV。”条目被查看的次数是从Web服务器日志中获取的。
研究人员分析了2002年9月1日至2006年10月31日期间注册用户产生的25万亿PWV。期间编辑计数前10%的编者获得了86%的PWV，前1%获得了约70%，前0.1%（4200名用户）获得了44%的PWV。PWV排名前10的编者仅贡献了2.6%的PWV，其中只有三名是编辑次数排名前50名的编者。研究者依据数据得出结论：“PWV份额的增长随着编辑次数排名呈超指数增长；换言之，精英编辑（编辑最多次数的人）所占的价值比幂定律所归因的价值要更多。”该研究还分析了机器人对内容的影响。按编辑次数计算，机器人主导着维基百科；编辑次数排名前10中有9个是机器人，排名前50中有20个是机器人。相比之下，按PWV排名，只有两个机器人出现在前50名中，而前10名中没有机器人。根据PWV排名前0.1%的编者的影响力的稳定增长，该研究得出结论，具有最高编辑次数的编者“主导着人们访问维基百科时看到的内容”。
卡内基梅隆大学的研究人员在2008年对通过评选程序成功成为管理员的英文维基百科编者进行了研究，他们设计了一个概率模型，发现编辑次数是他们成功的一个因素，其中某些维基百科命名空间的编辑数更有价值。